# Norrsjön (Indals socken, Medelpad)
Norrsjön är en sjö i Sundsvalls kommun i Medelpad och ingår i Selångersåns huvudavrinningsområde. Sjön har en area på 0,537 kvadratkilometer och ligger 206,1 meter över havet.

## Delavrinningsområde
Norrsjön ingår i det delavrinningsområde (693913-156084) som SMHI kallar för Utloppet av Norrsjön. Medelhöjden är 230 meter över havet och ytan är 4,49 kvadratkilometer. Det finns inga avrinningsområden uppströms utan avrinningsområdet är högsta punkten. Vattendraget som avvattnar avrinningsområdet har biflödesordning 3, vilket innebär att vattnet flödar genom totalt 3 vattendrag innan det når havet efter 36 kilometer. Avrinningsområdet består mestadels av skog (82 procent). Avrinningsområdet har 0,54 kvadratkilometer vattenytor vilket ger det en sjöprocent på 12 procent.